# Bob Graettinger
Robert Graettinger (Ontario, de California, 31 de octubre de 1923 - Los Ángeles, 12 de marzo de 1957) fue un músico estadounidense de jazz, saxofonista pianista y arreglista y compositor.

## Historial
A la temprana edad de 16 años, se incorpora a la big band del trompetista Bobby Sherwood, como saxofonista y arreglista, y poco después trabaja en las orquestas de Benny Carter y Alvino Rey. En 1947 se une a la banda de Stan Kenton como arreglista, aunque el cáncer que le afectaba lo mantuvo los últimos años de su vida inactivo.
Graettinger creaba en sus arreglos una densa polifonía, cercana a la atonalidad, y muy influida por la obra de músicos clásicos como Charles Ives, Igor Stravinsky, Aaron Copland, Bela Bartok o, incluso, Arnold Schoenberg, lo que ha llevado a los críticos a adscribirlo frecuentemente a la Third Stream.